# Corryocactus

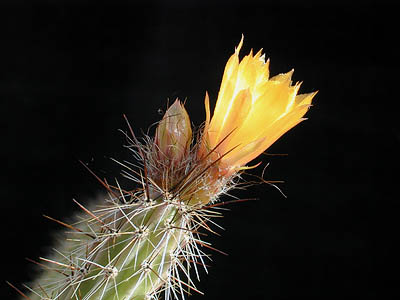
Corryocactus squarrosus

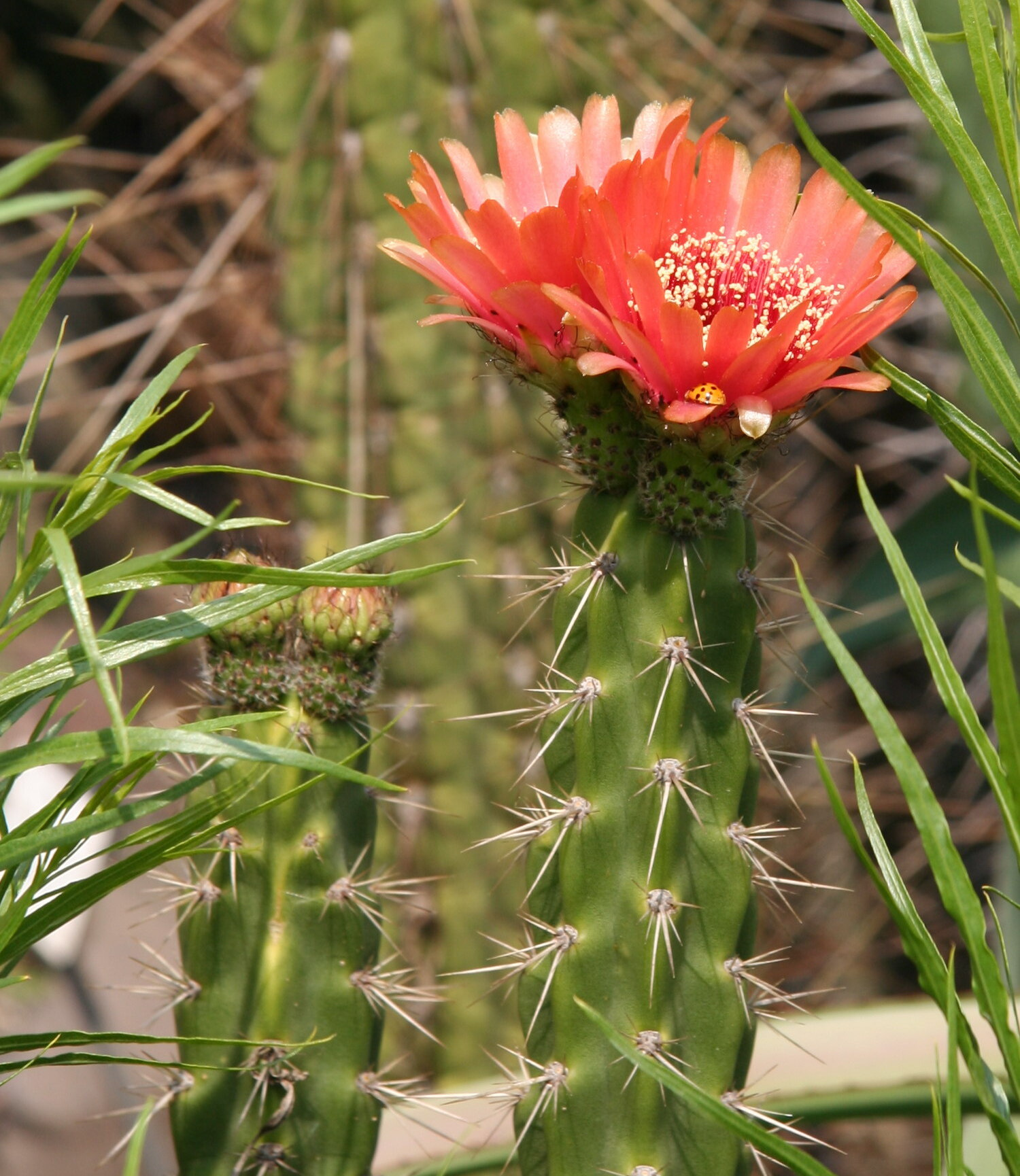
Corryocactus malanotrichus

Corryocactus Britton & Rose – rodzaj sukulentów z rodziny kaktusowatych (Cactaceae). Gatunki z tego rodzaju pochodzą z Peru, Boliwii i północnego Chile. Gatunkiem typowym jest C. brevistylus  (K. Schumann ex Vaupel) Britton & Rose.

## Systematyka
Synonimy
Corryocereus  Fric & Kreuz., Erdisia Britton & Rose, Eulychnocactus Backeb. (nom. inval.)
Pozycja systematyczna według APweb (aktualizowany system APG III z 2009)
Należy do rodziny kaktusowatych (Cactaceae) Juss., która jest jednym z kladów w obrębie rzędu goździkowców (Caryophyllales)  i klasy roślin okrytonasiennych. W obrębie kaktusowatych należy do plemienia Pachycereeae, podrodziny Cactoideae.
Pozycja w systemie Reveala (1993-1999)
Gromada okrytonasienne (Magnoliophyta Cronquist), podgromada Magnoliophytina Frohne & U. Jensen ex Reveal, klasa Rosopsida Batsch, podklasa goździkowe (Caryophyllidae Takht.), nadrząd  Caryophyllanae Takht.,  rząd goździkowce (Caryophyllales Perleb), podrząd Cactineae Bessey in C.K. Adams, rodzina kaktusowate (Cactaceae Juss.), rodzaj Corryocactus Britton & Rose.
Gatunki
- Corryocactus acervatus F.Ritter
- Corryocactus apiciflorus (Vaupel) Hutchison
- Corryocactus aureus (Meyen) Hutchison
- Corryocactus ayacuchoensis Rauh & Backeb.
- Corryocactus ayopayanus Cárdenas
- Corryocactus brachycladus F.Ritter
- Corryocactus brachypetalus F.Ritter
- Corryocactus brevispinus Rauh & Backeb.
- Corryocactus brevistylus (K.Schum. ex Vaupel) Britton & Rose
- Corryocactus chachapoyensis Ochoa & Backeb. ex D.R.Hunt
- Corryocactus charazanensis Cárdenas
- Corryocactus chavinilloensis F.Ritter
- Corryocactus cuajonesensis F.Ritter
- Corryocactus erectus (Backeb.) F.Ritter
- Corryocactus gracilis F.Ritter
- Corryocactus heteracanthus Backeb.
- Corryocactus huincoensis F.Ritter
- Corryocactus matucanensis F.Ritter
- Corryocactus megarhizus F.Ritter
- Corryocactus melaleucus F.Ritter
- Corryocactus melanotrichus (K.Schum.) Britton & Rose
- Corryocactus odoratus F.Ritter
- Corryocactus otuyensis Cárdenas
- Corryocactus perezianus Cárdenas
- Corryocactus pilispinus F.Ritter
- Corryocactus prostratus F.Ritter
- Corryocactus pulquiensis Cárdenas
- Corryocactus pyroporphyranthus F.Ritter
- Corryocactus quadrangularis (Rauh & Backeb.) F.Ritter
- Corryocactus quivillanus F.Ritter
- Corryocactus serpens F.Ritter
- Corryocactus solitarius F.Ritter
- Corryocactus squarrosus (Vaupel) Hutchison
- Corryocactus tarijensis Cárd
- Corryocactus tenuiculus (Backeb.) Hutchison